# Бравоїт
Бравої́т — мінерал, дисульфід нікелю та заліза з групи піриту.

## Загальний опис
Хімічна формула: 4[(Ni, Fe)S2]. Домішки — Co.
Містить (%): Ni — 17,5; Fe — 21,15; Co — 6,61; S — 53,7. Сингонія кубічна. Твердість 5.5—6. Густина 4.62. Колір сіро-сталевий. Блиск металічний.
Форми виділення: кірки або конкреції з радіально-волокнистою або стовпчастою текстурою.
Зустрічається разом з піритом, ґаленітом, сфалеритом та халькопіритом.